# 대한민국 민법 제376조
대한민국 민법 제376조는 금전채권에 대한 민법 채권법 조문이다.

## 조문
제376조(금전채권) 채권의 목적이 어느 종류의 통화로 지급할 것인 경우에 그 통화가 변제기에 강제통용력을 잃은 때에는 채무자는 다른 통화로 변제하여야 한다.

第376條(金錢債權) 債權의 目的이 어느 種類의 通貨로 支給할 것인 境遇에 그 通貨가 辨濟期에 强制通用力을 잃은 때에는 債務者는 다른 通貨로 辨濟하여야 한다.

## 비교 조문
일본민법 제402조(금전채권) 1. 채권의 목적물이 금전일 때에는 채무자는 그 선택에 따라 각종의 통화로 변제를 할 수 있다. 다만, 특정한 종류의 통화의 급부를 채권의 목적으로 한 때에는 그러하지 아니하다.
2. 채권의 목적물인 특정한 통화가 변제기에 강제통용의 효력을 잃을 때에는 채무자는 다른 통화로 변제를 하여야 한다.
3. 전2항의 규정은 외국통화의 급부를 채권의 목적으로 한 경우에 관하여 준용한다.

## 사례
이 씨는 박 씨에게 100만 원을 빌려주면서, 상환일을 2010년 1월 1일로 정하는 차용계약을 체결했다. 그런데 계약 당시, 두 사람은 원화가 아닌 프랑스 프랑으로 변제하기로 합의했다.
그러나 2002년 프랑스 정부는 프랑의 사용을 중단하고 법정통화 지위를 박탈했다. 이에 박 씨가 프랑의 강제통용력을 잃었으므로 나는 갚을 필요가 없다고 주장하자 이 씨는 프랑으로 변제할 수 없다면 유로나 다른 법정통화로라도 갚아야 한다고 반박했다. 법에 따르면 박 씨는 프랑으로 변제할 수 없게 되었더라도, 이를 면책 사유로 삼을 수 없으며, 다른 통화(예: 유로)로 상환할 의무가 있다.